# Сергий (Ляпидевский)
Митрополит Сергий (в миру Николай Яковлевич Ляпидевский, при рождении Каркадиновский; 9 [21] мая 1820, Тула — 11 (23) февраля 1898, Санкт-Петербург) — епископ Русской православной церкви, митрополит Московский и Коломенский. Духовный писатель. Магистр богословия. Почетный член Императорского Православного Палестинского Общества.

## Биография
Родился в семье протоиерея Иакова Каркадиновского. Окончил Тульскую духовную семинарию (1840) и Московскую духовную академию (1844). Перед окончанием курса, 24 июня 1844 года пострижен в монашество, 20 июля рукоположён во иеродиакона, а 6 августа того же года рукоположён во иеромонаха. Был определён бакалавром Московской духовной академии на кафедру нравственного и пастырского богословия. За диссертацию «О поминовении усопших» 25 октября 1845 года утверждён в степени магистра богословия. С сентября 1847 года — помощник библиотекаря академии, с 23 апреля 1848 года — инспектор студентов академии.
С апреля 1849 года — соборный иеромонах московского Донского монастыря; 15 января 1850 года возведён в сан архимандрита.
С 20 марта 1851 года — экстраординарный профессор по православному и пастырскому богословию; 4 октября 1857 года был назначен на пост ректора Московской духовной академии.
С 18 апреля 1858 года — настоятель Высокопетровского монастыря, а с 8 августа 1859 года — Заиконоспасского монастыря.
Был хиротонисан во епископа Курского и Белгородского 1 января 1861 года.
С 11 января 1880 года — архиепископ Казанский и Свияжский. Только в середине февраля он прибыл в Казань, а уже 2 мая отбыл в Санкт-Петербург, для присутствия в Синоде.
С 21 августа 1882 года — архиепископ Кишинёвский и Хотинский.
С 1883 года — почётный член Казанской духовной академии. С 1884 года — почётный член Московской духовной академии. 9 апреля 1889 года награждён бриллиантовым крестом для ношения на клобуке.
С 12 января 1891 года — архиепископ Херсонский и Одесский. 14 мая 1896 года награждён бриллиантовым крестом для ношения на митре.
С 15 мая 1893 года — член священного Синода.
С 9 августа 1893 года — митрополит Московский и Коломенский и священно-архимандрит Свято-Троицкой Лавры.
Скончался 11 (23) февраля 1898 года в Санкт-Петербурге. Отпевание совершено в Чудовом монастыре 14 февраля. Погребён в склепе Успенского собора Троице-Сергиевой лавры.

## Сочинения
- О поминовении усопших, по учению святой православно-кафолической восточной церкви. — М.: Тип. А. Семена, 1844. — 78 с.
- «О побуждениях к исполнению нравственного закона». «Прибавления к Творениям святых Отцов» 1851, ч. X.
- «О клятве» «Прибавления к Творениям святых Отцов» 1853, ч. XIV.
- «О любви к Богу, испытуемой скорбями». «Прибавления к Творениям святых Отцов» 1856, ч. XV.
- «О произвольных обетах». «Прибавления к Творениям святых Отцов» 1856, ч. XVII.
- «О таинстве Елеосвящения».
- «О терпении и молитве».
- Об исхождении святого духа (ответ князю-писателю). — М.: Тип. Готье, 1859. — 105 с.
- «Ответ на письма князя-писателя относительно учения латинского о папе». «Прибавления к Творениям святых Отцов» 1859, ч. XVIII.
- «Брак и безбрачие лиц духовных» «Прибавления к Творениям святых Отцов» 1860, ч. XIX.
- Речь при наречении его во епископа. 1860.
- «Слова и речи епископа Курского». Москва.
- Слова и речи Сергия, архиепископа Херсонского и Одесского. Т. 1-2. — Одесса: Одес. Свято-Андреев. братство. (Т. 1. — 395 с., Т. 2. — 398 с.)
- «Проповеди». (Душепоп. Чтение).
- «Лекции по Пастырскому богословию» «Богосл. Вестник».
- «Речь, произнесенная 5 сент. 1893 года при вступлении на Московскую паству» "Прибавление к «ЦВ» 1893, № 37, с. 1335.
- «Послания». (Меры, выработанные собором архипастырей Юго- Западного края по борьбе со штундой). Мемуары, ч. I, с. 11-12.
- «О приготовлении к пастырскому служению». «Богослов. Вестник» 1902, сент., с. 1.
- «О призвании к пастырскому служению». «Богослов. Вестник» 1901, июль- авг., с. 518.
- «Достоинства священства» «Богослов. Вестник» 1900, сент., с. 45.
- «О трудностях пастырского служения».
- «Богослов. Вестник» 1900, окт., с. 221.
- «Слово в день Благовещения Пресвятыя Богородицы» «Прав. Собес.» 1880, май, с.3-5.
- «Слово в неделю Крестопоклонную». «Прав. Собес.» 1881, март, с. 243—246.
- «Слово в неделю Ваий». «Прав. Собес.» 1881, март, с. 247—249.
- «Слово в Великий Пяток» «Прав. Собес.» 1881, апр., с. 479—481.
- «Слово в неделю 7-ю по Пасхе и в день св. Марии Магдалины». «Прав. Собес.» 1881, май, с.72-76.
- «Письмо к профессору Субботину Н. И.». «Богослов. Вестник» 1914, окт., нояб., с. 473.
- Собрание слов. Том 1, 2

Переводы:
- «Творения Ефрема Сирина».
- «Творения Иоанна Лествичника».
- «Творения блаженного Феодорита» и другие.